# Jacques Marat Giraud Herrera
Jacques Marat Giraud Herrera (Caracas, 1 de septiembre de 1970) es un consultor, entrenador, facilitador y escritor venezolano residente en los Estados Unidos. Es exiliado de Venezuela tras sufrir la persecución política por parte del gobierno de Hugo Chávez y recibir una alerta roja de Interpol, de la que fue exonerado y disculpado. Recibió asilo político en los Estados Unidos y en 2019 se juramentó como ciudadano de ese país. Su primer libro, Súper Resiliente, relata su historia de vida como una forma de transformar las crisis en oportunidades.

## Primeros años y adolescencia
Nació en Caracas, Venezuela, el 1 de septiembre de 1970. Hijo de Jaime Federico Giraud Rodríguez (1945-2002) y Miriam Herrera (1949- ). Jacques estudió su educación primaria y secundaria en el Colegio Santiago de León en la Urbanización la Floresta, Caracas.
Estudió la carrera de Ingeniería mecánica en la Universidad Simón Bolívar, obteniendo una posición de tercer lugar en su promoción. Paralelamente, se dedicaba a hacer servicio como ayudante en Seminarios Insight, un programa de formación humana con sede en 21 países, mientras se desempeñaba como Ayudante Docente en la Universidad.
Participó en la organización Testigos de Jehová desde los 12 a los 17 años, aprendiendo no solo principios religiosos, sino técnicas de comunicación y oratoria.

## Seminarios Insight – entrenamiento como Facilitador
En enero de 1988 participa en Seminarios Insight, invitado por Peter Felsmann y Maria Eugenia Aliaga, un curso creado en California, USA, en 1978 por John-Roger y Russel Bishop.
Durante el mismo año se inicia en el Movement of Spiritual Inner Awareness (Movimiento del Sendero Interno del Alma) en el cual participa activamente hasta el día de hoy. En ese movimiento ecuménico no religioso, recibió lo que ellos denominan iniciaciones y un ministerio o sacerdocio enfocado en el servir a la humanidad y a la trascendencia del alma.
En 1995 participó en el programa de liderazgo Insight IV en la ciudad de Santiago de Chile. A partir de este hecho, es aceptado para participar en el programa de entrenamiento de facilitadores de Insight, abandonando prácticamente su vida profesional para dedicarse a su formación. En octubre de 1996 dictó su primer seminario como facilitador líder en la ciudad de Bogotá, Colombia. A partir de esa fecha, Jacques impartió más de 350 seminarios a lo largo de su carrera. Completando su entrenamiento en el nivel I, falleció de forma trágica su mentor, Alex Padilla, y Jacques continuó su entrenamiento en los niveles Insight II y III con la formación de otros mentores.

## Inicios como Consultor-Coach
Al terminar su proceso de formación como facilitador, Jacques estudió consultoría, desarrollo organizacional y coaching en TISOC. En 2003 fundó Criteria Solution, en Caracas, Venezuela, empresa dedicada al coaching ejecutivo y personal, al desarrollo organizacional y a la formación en destrezas gerenciales. En el año 2010 inició operaciones en México DF, y en 2011 en la ciudad de Miami. Más de 200 empresas y centenas de personalidades han recibido sus servicios de consultoría, mentoría y coaching.

## Sucesos de diciembre de 2002
El 6 de diciembre del 2002, durante las protestas de un grupo de militares y la sociedad civil en Venezuela, un pistolero solitario, Joao de Gouveia, disparó de forma inadvertida en la Plaza Altamira de la ciudad de Caracas, asesinando a 3 personas e hiriendo a más de 30. Uno de los venezolanos asesinados era el padre de Jacques, Jaime, Químico de profesión, Investigador en la antigua PDVSA y profesor universitario, herido  con un disparo mortal en su cabeza. Esto provocó un profundo cambio de consciencia en Jacques con respecto al proceso de duelo y el valor del bien mayor en las experiencias de la vida.

## La intervención bancaria de 2009
A inicios de 2009 es contratado por Tomas Vásquez Estrella para participar en la transición de la compra del Banco del Sol y la casa de bolsa Uno Valores, para asistir en las áreas de recursos humanos, organización y planificación estratégica. Posteriormente, es invitado a participar como director suplente de la Junta Directiva del banco, siendo rechazada su invitación por la Superintendencia de Bancos (SUDEBAN) en noviembre del 2009. Durante el último trimestre del año, el presidente Hugo Chávez inició la toma de las entidades financieras para alinearlas a su proceso llamado “revolución bolivariana”, con el fin de tener control económico del sistema bancario y bloquear a la industria privada, así como a la oposición política de recursos financieros. Esa intervención bancaria provocó que los directores principales y suplentes, autorizados o no autorizados, salieran del país para evitar la persecución política. Adicionalmente, el gobierno de Venezuela estaba interesado por la relación amistosa entre Tomas Vasquez y el banquero venezolano Eligio Cedeño. Debido a esto, el 14 de mayo del 2010 Jacques es acusado sin pruebas ni motivos y se emite una orden de aprehensión en su contra, obligándolo a salir del país rumbo a México para evitar ser detenido.
El Ministerio Público solicitó alerta roja contra el expresidente del Banco Del Sol, Gustavo Adolfo Higuerey, y de otras seis personas, por las presuntas irregularidades cometidas en el manejo de la referida institución financiera, la cual fue intervenida el pasado 18 de enero. 
El fiscal 57 nacional, Luis Abelardo Velásquez, realizó acusó a Higuerey y los directivos José Luis Pichardo, director principal del banco; Tomás Vásquez, asesor apoderado; Rolando Araujo Pisani, vicepresidente ejecutivo; Tommaso Ventresca, vicepresidente administrativo; Jacques Giraud, director suplente; y Miguel Enrique Faverola, quien fungía como tesorero de la institución.
Los banqueros fueron acusados por el ministerio público por la presunta comisión de los delitos de apropiación o distracción de recursos, asociación para delinquir y aprovechamiento fraudulento de fondos públicos, previstos y sancionados en los artículos 432 de la Ley General de Bancos y Otras Instituciones Financieras; 6 de la Ley Orgánica Contra la Delincuencia Organizada y 74 de la Ley Contra la Corrupción .

## Salida de Venezuela y vida en México. Medida de Interpol: Alerta Roja
Al ser acusado y violándose el derecho a su legítima defensa, Jacques se radicó en México en espera de que la situación legal mejorara en Venezuela para defender su inocencia, dedicándose a la consultoría, el coaching ejecutivo y facilitando cursos de Seminarios Insight. En este tiempo se dedicó a rehacer su vida profesional e intelectual, hasta que se le colocó una orden de alerta roja de Interpol. Esta orden fue la represalia del gobierno de Venezuela, debido a la detención por parte del FBI (Federal Bureau of Investigation), en la ciudad de Miami, de Rafael Ramos de la Rosa, Interventor de Uno Valores casa de bolsa, por intento de extorsión a Tomas Vásquez Estrella, su expresidente. El intento de extorsión buscaba retornarle su lugar en la casa de bolsa y el regreso a Venezuela de los directores falsamente acusados por el valor de USD $750,000. Esto provocó no solo la orden de Interpol, sino una solicitud de extradición al gobierno mexicano para detener a Jacques y trasladarlo a Venezuela. Con el apoyo de la firma de abogados Diego Ruiz Duran, la firma legal Nassar & Nassar Asociados, y en acuerdo con el gobierno de los Estados Unidos y el FBI, Jacques fue trasladado a la ciudad de Miami el 23 de diciembre de 2010 para solicitar el asilo político.

## Asilo en Estados Unidos y reinvención
En Estados Unidos, Jacques trabajó en defender su caso de persecución ante Interpol, hasta que fue exonerado y disculpado el 7 de agosto de 2012. El asilo político le fue otorgado el 22 el agosto de 2013. Paralelamente, Jacques reinició su vida profesional como consultor, mentor y facilitador hasta el día de hoy, creando una relación profesional con personalidades como Ismael Cala, Alejandro Chaban y Belkis Carrillo, entre otros. Parte del proceso de reinvención lo inspiró a investigar sobre el concepto de resiliencia y cómo esta cualidad influye en la capacidad de renovarse y sobreponerse de las dificultades.

## Primer Libro: Súper Resiliente
Súper Resiliente es el primer libro de Jacques Giraud, el cual trata sobre su historia personal y explica cómo aplicar la resiliencia en la vida. Introduce el “decálogo de la resiliencia”, que son diez claves sobre cómo construir resiliencia y llevarla a una práctica diaria. El bautizo del libro se hizo en la ciudad de Miami, USA, con un conversatorio dirigido por Ismael Cala. Se publicará en lengua portuguesa en el año 2022.